# Heinrich-Hermann von Hülsen
Heinrich-Hermann von Hülsen (8 de julio de 1895 - 6 de junio de 1982) fue un condecorado Generalmajor en la Wehrmacht durante la II Guerra Mundial, quien comandó dos divisiones blindadas. Hülsen comandó el 44.º Batallón de Reconocimiento de la 44.ª División de Infantería en la invasión de Polonia durante los inicios de la II Guerra Mundial, y lideró esta unidad hasta el 5 de diciembre de 1939. Después sirvió como adjunto en el alto mando del 1.º Ejército hasta el 1 de abril de 1941, y fue promovido a Oberst el 1 de diciembre de 1940 durante este servicio. El 1 de abril de 1941 asumió el mando del 2.º Regimiento Montado, que lideró en la Operación Barbarroja, hasta que fue llamado a la reserva el 1 de diciembre de 1941, y se le concedió la Cruz Alemana en Oro el 2 de noviembre de 1941.
El 25 de mayo de 1942 asumió el mando de la 9.ª Brigada de Rifles en la 9.ª División Panzer, que lideró en el teatro meridional del frente oriental hasta el 5 de julio de 1942. Tomando el mando del 9.º Regimiento de Granaderos Panzer hasta el 15 de diciembre de 1942, también fue nombrado temporalmente comandante de la 9.ª División Panzer entre el 27 de julio y el 3 de agosto de 1943 durante este servicio.
Llamado nuevamente a la reserva el 15 de diciembre de 1942, después tomó el mando de la 21.ª División Panzer el 25 de abril de 1943 en el Norte de África. Después de ser promovido a Generalmajor el 1 de mayo de 1943, el 13 de mayo de 1943 fue capturado por fuerzas británicas en el área de Túnez, y estuvo en cautividad hasta el 17 de febrero de 1947. A partir de finales de 1944, von Hülsen estuvo internado en Clinton, Misisipi.

## Condecoraciones
- Cruz de Hierro (1914)
- Cruz de Honorde la Guerra Mundial 1914/1918
- Cruz de Hierro (1939)
- Cruz Alemana en Oro (2 de noviembre de 1941)